# Ruken Aytaş
Ruken Aytaş (* 3. Oktober 1967 in Ağrı, Türkei) ist eine deutsche kurdischstämmige und Bremer Politikerin (SPD) und war Mitglied der Bremischen Bürgerschaft.

## Biografie

### Ausbildung Beruf und Familie
Aytaş besuchte von 1973 bis 1975 eine Grundschule in Bremerhaven und von 1975 bis 1978 eine Grundschule und dann 1978/79 eine Mittelschule in Ankara. Nach dem Tod ihres Vaters zog sie 1979 zu ihrer Mutter nach Deutschland und absolvierte von 1980 bis 1985 die Gesamtschule Bremen Ost. Anschließend besuchte sie die Gymnasiale Oberstufe (NGO) die sie 1988 mit dem Abitur abschloss. Von 1985 bis 1994 war sie in verschiedenen sozialen Einrichtungen mit Jugendlichen tätig. Sie studierte von 1988 bis 1995 Biologie an der Universität Bremen und machte ihr Diplom im Bereich Humanbiologie. 1991 erwarb sie die deutsche Staatsbürgerschaft. Ab August 1994 übernahm sie im Verein Gewitterziegen die Aufgabe einer Sozialpädagogin.
Sie ist mit Recai Aytas verheiratet und hat zwei Kinder.

### Politik
Aytaş ist seit 1996 Mitglied in der SPD.
Von 1996 bis 1998 war sie Mitglied des Landesjugendhilfeausschusses der Bürgerschaft. Von 2000 bis 2001 und von 2007 bis 2011 war sie Mitglied im Beirat des Stadtteils Bremen - Hemelingen; von 2009 bis 2011 als Fraktionssprecherin der SPD-Beiratsfraktion. Von 2008 bis 2019 war sie Vorstandsmitglied im SPD-Ortsverein Hastedt.
In der 18. Wahlperiode war sie von 2011 bis 2015 Mitglied der Bremischen Bürgerschaft. Sie wurde über Personenwahl in die Bürgerschaft gewählt. Sie war seit 2011 im SPD-Fraktionsvorstand

Aytaş war vertreten im
Ausschuss für Bürgerbeteiligung, bürgerschaftliches Engagement und Beiräte (Stadt),
Ausschuss für die Gleichstellung der Frau,
Jugendhilfeausschuss,
Landesjugendhilfeausschuss,
nichtständigen Ausschuss zur Änderung der Landesverfassung und in den
Betriebsausschüssen „KiTa Bremen“ und „Werkstatt Bremen“ sowie in der
städtischen Deputation für Soziales, Kinder und Jugend.
Von 2012 bis 2018 war Aytaş Vorstandsmitglied des ASF (Arbeitsgemeinschaft Sozialdemokratischer Frauen) Unterbezirk Bremen Stadt (Schriftführerin). Seit Juli 2015 ist sie Deputierte für Inneres in der Bremischen Bürgerschaft.
Aytas kandidierte 2018 für das Bürgermeisteramt in der Stadt Diepholz. als Kandidatin der SPD und verlor die Wahl.

### Weitere Tätigkeiten
- Seit 1995 ist Aytaş ehrenamtliche Mitarbeiterin im Kulturzentrum Lagerhaus.
- Von 2005 bis 2008 war sie Vorstandsmitglied im Kinderhaus Dölvestraße und von 2007 bis 2010 Jugendschutz-Sachverständige der Freiwilligen Selbstkontrolle der Filmwirtschaft (FSK).
- Sie ist Geschäftsführerin des Vereins Gewitterziegen, der sich mit geschlechtsspezifischer Mädchenarbeit befasst.
- Ruken Aytas ist seit Juli 2016 die Geschäftsführerin und Inhaberin des Boutique Hotels „Krone Weser Perle“ in Bremen-Hastedt.